# Gestió de residus radioactius

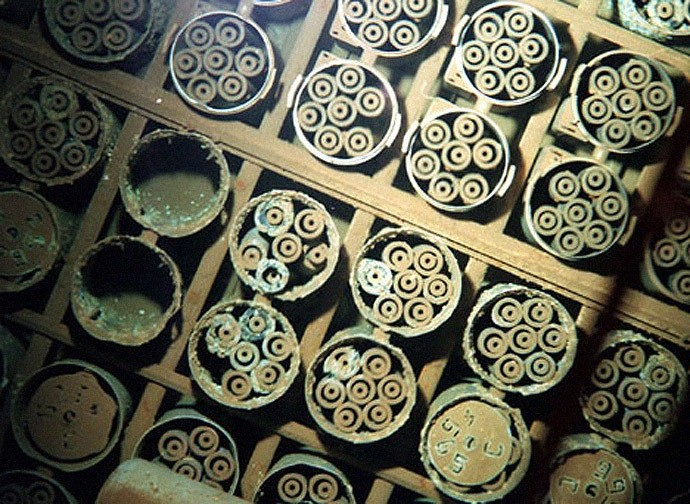
Combustible nuclear gastat emmagatzemat sota l'aigua i sense tapar al Hanford Site a Washington, EUA.

La gestió de residus radioactius, sobretot dels altament radioactius, es refereix a la gestió de l'eliminació d'aquests residus radioactius creats durant la producció de l'energia nuclear i les armes nuclears. Els problemes tècnics de gestió són d'enormes proporcions, a causa dels períodes extremadament llargs en què els residus segueixen sent perillosos per als organismes vius. De particular preocupació són dos productes de llarga vida de fissió, el tecneci 99 (vida mitjana 220.000 anys) i el iode 129 (vida mitjana 15,7 milions anys). Els elements transurànics més problemàtics en el combustible gastat són el neptuni 237 (vida mitjana de dos milions any) i el plutoni 239 (vida mitjana de 24.000 anys). Per tant, els residus radioactius d'alta activitat requereix tractament i maneig sofisticat d'aïllar amb èxit des de la biosfera. Això en general requereix tractament, seguit d'una estratègia de gestió a llarg termini, que inclou l'emmagatzematge permanent, eliminació o transformació dels residus en una forma no tòxica.
El temps de radioactius segueix la regla del període de semidesintegració, el que significa que la taxa de radioactivitat és inversament proporcional a la durada de la radioactivitat. En altres paraules, la radiació d'un isòtop de llarga vida com el iode 129 serà molt menys intensa que el d'isòtops de curta vida com el iode 131.
Els governs de tot el món estan considerant una sèrie d'opcions de gestió i eliminació de residus, generalment impliquen un emmagatzemament geològic profund, tot i que hi ha hagut un progrés limitat en a la implementació de solucions per la gestió de residus amb períodes de semidesintegració llargs. Això és en part a causa dels llargs terminis de desintegració esmentats (que van d'un marge de 10.000 a milions d'anys, d'acord amb els estudis basats en l'efecte de les dosis de radiació estimades). Els reactors ràpids poden utilitzar residus reciclats dels reactors d'aigua lleugera com a combustible, obtenint energia addicional, mentre es transmuten a isòtops que tenen un període de semidesintegració de sols centenars, en lloc de desenes de milers d'anys.